# 104 (číslo)
Sto čtyři je přirozené číslo. Následuje po číslu sto tři a předchází číslu sto pět. Řadová číslovka je stý čtvrtý nebo stočtvrtý. Římskými číslicemi se zapisuje CIV.

## Matematika
Sto čtyři je
- abundantní číslo
- v desítkové soustavě nešťastné číslo
- nepříznivé číslo

## Chemie
- 104 je atomové číslo rutherfordia; stabilní izotop s tímto neutronovým číslem mají 3 prvky (ytterbium, lutecium, hafnium) a nukleonové číslo druhého nejméně běžného přírodního izotopu palladia a druhého nejběžnějšího a zároveň nejtěžšího přírodního izotopu ruthenia[1]

## Roky
- 104
- 104 př. n. l.